# Det molekylære ur
 Der er for få eller ingen kildehenvisninger i denne artikel, hvilket er et problem. Du kan hjælpe ved at angive troværdige kilder til de påstande, som fremføres i artiklen.

Det molekylære ur er en biokemisk metode der er baseret på hastigheden hvormed mutationer opsamles i organismerne. Det molekylære ur kaldes undertiden gen-uret eller det evolutionære ur.
Ved at sammenligne forandringer i arvemassen i forskellige arter kan det molekylære ur anvendes til at bestemme og analysere arternes slægtskabsforhold. Til grund for metoden ligger Charles Darwins teori om at alt liv på jorden har en fælles oprindelse, jf. livets evolution. Derfor har nærtbeslægtede organismer flere ligheder i arvemassen sammenlignet med organismer som slægtskabsmæssigt står længere fra hinanden. 
Organismer i forskellige udviklingslinjer akkumulerer mutationer i en jævn og nogenlunde ens takt. Antallet af forandringer der opsamles kan derfor anvendes til at bedømme den tid der er forløbet fra det tidspunkt hvor udviklingslinjerne skiltes, eller med andre ord: Antallet af forskellige baser mellem to arter vil angive hvor længe de har været separate arter, dvs adskilte fra den oprindelige forfader.

## Metoden
Metoden er baseret på den biokemiske enhed der er for alt liv med DNA, RNA og proteiner med rækkefølgen af de biokemiske byggesten, dvs. sekvensen af henholdsvis baser og aminosyrer.
Ændringer i sekvenserne fremkommer som resultater af funktionsfejl i cellernes biokemiske maskineri kaldet mutationer og mutationsraten viser sig at være lineær med tiden, så slægtskabet mellem arter kan defineres ud fra større eller mindre forskelle i sekvenserne. Mutationsraten er blevet kontrolleret ved hjælp af fossile eller arkæologiske data. 
Det molekylære ur blev først testet i 1962 på protein-varianter af hæmoglobin fra forskellige dyr. 
Arternes slægtskabsforhold, der tidligere blev fastlagt ved hjælp af anatomiske og embryologiske data, er nu bestemt anderledes sikkert. På basis af alle data kan der nu konstrueret et "livets træ" med hidtil uset nøjagtighed.

## Eksempler
For eksempel har man regnet ud at baserne ændrer sig med en hastighed af 0,56 ændringer pr. base pr. milliard år for  genet for hæmoglobin.